# Ferdinand Pesgen
Ferdinand Pesgen (geboren 25. Dezember 1684 in Koblenz; gestorben 29. November 1731 ebenda) war ein deutscher Zisterzienser-Abt des Klosters Himmerod.

## Leben
Nachdem er die Profess in Himmerod am 21. September 1704 abgelegt hatte, erhielt er im Januar 1709 die Priesterweihe. Im Zeitraum von 1719 bis 1730 war er Prior, bevor er nach dem Tod des Vorgängerabts Robert Bootz am 6. Juni 1730 zum 46. Abt des Klosters Himmerod gewählt wurde. Die Benediktion durch Weihbischof Lothar Friedrich von Nalbach erfolgte erst am 8. April 1731, da es zuvor Streitigkeiten um die Kompetenz zwischen ihm und Erzbischof Franz Georg von Schönborn gekommen war.
Abt Ferdinand Pesgen war nur eine äußerst kurz Amtszeit beschieden, da er bereits am 29. November 1731 starb. Seine letzte Ruhestätte fand er in der katholischen Filialkirche St. Georg der Zisterzienserinnen auf der Rheininsel Niederwerth. Sein Nachfolger wurde Leopold Camp.